# Amy Heckerling
Amy Heckerling (New York, 7 maggio 1954) è una regista e sceneggiatrice statunitense.

## Biografia
Nata nel Bronx, ha studiato alla High School of Art and Design di Manhattan ed in seguito ha studiato cinematografia alla New York University, per poi laurearsi all'American Film Institute. Debutta alla regia nel 1982 con Fuori di testa.
Sempre indirizzata verso il genere commedia nel 1985 dirige Ma guarda un po' 'sti americani, ma conosce un enorme successo al botteghino nel 1989 grazie al film Senti chi parla, di cui dirige anche il sequel del 1990 Senti chi parla 2. Altra commedia di successo è Ragazze a Beverly Hills, commedia che si ispira al romanzo di Jane Austen, Emma. Dal film viene tratta una serie televisiva omonima, di cui la regista è creatrice e produttrice.
Nel 2007, dopo anni di inattività, torna dietro alla macchina da presa per dirigere Michelle Pfeiffer e Paul Rudd nella commedia 2 Young 4 Me - Un fidanzato per mamma, commedia che però non passa nelle sale cinematografiche italiane, bensì direttamente per il mercato home video.
Si è sposata due volte: prima dal 1981 al 1983 con David Brandt e nel 1984 con il regista Neal Israel da cui ha divorziato dopo pochi mesi. Durante questo secondo matrimonio nasce Mollie (1985), che risulterà poi essere figlia in realtà di Harold Ramis. Mollie Israel è la cantante del gruppo rock The Lost Patrol.

## Filmografia
- Fuori di testa (Fast Times at Ridgemont High) (1982)
- Pericolosamente Johnny (Johnny Dangerously) (1984)
- Ma guarda un po' 'sti americani (National Lampoon's European Vacation) (1985)
- Senti chi parla (Look Who's Talking) (1989)
- Senti chi parla 2 (Look Who's Talking Too) (1990)
- Senti chi parla adesso! (Look Who's Talking Now) (1993) – solo soggetto
- Ragazze a Beverly Hills (Clueless) (1995)
- A Night at the Roxbury (1998) – non accreditata
- American School (Loser) (2000)
- 2 Young 4 Me - Un fidanzato per mamma (I Could Never Be Your Woman) (2007)
- Vamps (2012)